# Henry Smith (Rhode Island)
Henry Smith, född 10 februari 1766 i Providence i Kolonin Rhode Island och Providenceplantagen, död 28 juni 1818, var en amerikansk politiker och guvernör i Rhode Island.
Smith tjänstgjorde som guvernör från den 15 oktober 1805 till den 7 maj 1806. Han tog över som guvernör sedan den tidigare guvernören Arthur Fenner avlidit. Han efterträddes av Isaac Wilbour.